# Guillaume II de Hesse-Cassel
Pour les articles homonymes, voir Guillaume II.
Guillaume II de Hesse-Cassel (en allemand Wilhelm II von Hessen-Kassel), né le 28 juillet 1777, décédé le 20 novembre 1847 à Francfort-sur-le-Main, est électeur de Hesse de 1821 à 1847.

## Famille
Fils de Guillaume Ier de Hesse et de Wilhelmine-Caroline de Danemark  (fille de Frédéric V), Guillaume II de Hesse-Cassel épouse, en 1797, Augusta de Prusse (1780-1841), fille de Frédéric-Guillaume II et de Frédérique-Louise de Hesse-Darmstadt. Six enfants sont nés de cette union :
1. Guillaume de Hesse-Cassel (1798-1802)
2. Caroline de Hesse-Cassel (1799-1854)
3. Louise de Hesse-Cassel (1801-1803)
4. Frédéric-Guillaume Ier de Hesse, électeur de Hesse épouse morganatiquement en 1831 Gertrude de Falkenstein
5. Marie-Frédérique de Hesse-Cassel (1804-1888), en 1825 elle épousa le duc Bernard II de Saxe-Meiningen (mort en 1882)
6. Ferdinand de Hesse-Cassel (1806-1806)

Veuf, Guillaume II de Hesse-Cassel épouse, le 19 février 1841, sa maîtresse Émilie Ortlop (en) (1791-1843), comtesse Lessonitz, titrée comtesse de Reichenbach dont il a eu huit enfants :
1. Louise von Reichenbach-Lessonitz (1813-1883)
2. Guillaume von Reichenbach-Lessonitz (1815-1822)
3. Wilhelmine von Reichenbach-Lessonitz (1816-1858)
4. Charles von Reichenbach-Lessonitz (1818-1881)
5. Émilie von Reichenbach-Lessonitz (1820-1891)
6. Frédérique von Reichenbach-Lessonitz (1821-1898)
7. Guillaume von Reichenbach-Lessonitz (1824-1866)
8. Hélène von Reichenbach-Lessonitz (1825-1898), mère de la peintre Ilka von Fabrice

De nouveau veuf, il épouse, le 28 août 1843, Caroline de Berlepsch (en) (1820-1877), comtesse de Bergen.

## Biographie
Guillaume II de Hesse-Cassel fit ses études à Marburg puis à Leipzig.
En 1806, lors de l'invasion de la Hesse par les troupes napoléoniennes, il suivit son père dans l'exil, à Holstein, puis à Prague. En 1809 il se rendit à Berlin. En 1813, il participa à la bataille de Leipzig dans les rangs de l'armée prussienne.
Après le retour de son père à la tête de l'État de Hesse, Guillaume II de Hesse-Cassel fut chargé du commandement des troupes hessoises, puis, après le traité de Paris (20 novembre 1815), il s'installa dans le comté de Hanau.
En 1821, après le décès de son père, monarque absolu dans ses États, Guillaume II de Hesse-Cassel réforma l'administration de son duché, sans remettre en cause la politique conservatrice menée par son père.
Sa vie fut émaillée de conflits familiaux, et, comme son père, il eut de graves différends avec son fils Frédéric-Guillaume de Hesse-Cassel. Celui-ci quitta la cour de Hesse avec son épouse et ses enfants, il rassembla autour de lui une opposition constituée d'aristocrates et de citoyens hessois hostiles à la politique menée par son père. Il s'installa à Berlin et ne revit son père qu'au moment de la révolution de Hesse, qui éclata vers 1830 avec véhémence extrême. Guillaume II de Hesse-Cassel se vit dans l'obligation de convoquer les états généraux, après concertation ceux-ci demandèrent la création d'une nouvelle constitution.
Le 5 janvier 1831 une chambre parlementaire fut créée. Mais Guillaume II de Hesse-Cassel permit le retour de sa maîtresse la comtesse Émilie Lessonitz à Cassel, ce qui provoqua le 11 janvier 1831, de nouveaux malaises au sein du peuple hessois.
Guillaume II de Hesse-Cassel quitta la cour de Cassel pour s'installer au château de Philippsruhe puis au château de Wilhelm-Bade. Les ministres étant restés à Cassel, il fut techniquement impossible de gouverner le pays. Guillaume II de Hesse-Cassel laissa donc la régence à son fils Frédéric-Guillaume pour la durée de son absence. Mais Guillaume II de Hesse-Cassel ne retourna jamais à Cassel et le pouvoir fut exercé de fait par le prince électoral Frédéric-Guillaume.
Guillaume II de Hesse-Cassel vécut donc avec la comtesse Émilie Lessonitz au château de Philippsruhe, puis à Francfort-sur-Main.
Après le décès de la princesse Augusta de Prusse, il épousa le 19 février 1841 la comtesse Émilie Lessonitz, de nouveau veuf en 1843 il épousa Caroline von Berlpsch.
Guillaume II de Hesse-Cassel fut inhumé en l'église Sainte-Marie de Hanau. Au cours de la Seconde Guerre mondiale le tombeau du prince-électeur fut gravement endommagé par les bombardements alliés. Dans les années 1990 ses restes furent mis dans un nouveau cercueil et de nouveau inhumé.
Guillaume II de Hesse-Cassel appartint à la première branche de la maison de Hesse, elle-même issue de la première branche de la maison de Brabant. Cette lignée de Hesse-Cassel est la plus ancienne des branches de la maison de Hesse. Ses actuels descendants ont pour ancêtres les électeurs de Hesse et de Hesse-Philippstal.